# Кузнецівська сільська рада
| Кузнецівська сільська рада — колишній орган місцевого самоврядування у Розівському районі Запорізької області з адміністративним центром у с. Кузнецівка. Сільській раді були підпорядковані населені пункти: - с. Кузнецівка - с. Багатівка - с. Зоряне |

## Склад ради
Рада складалася з 14 депутатів та голови.
Партійний склад ради: Партія регіонів — 10, КПУ — 2, Самовисування — 2.

### Керівний склад ради
| ПІБ                      | Основні відомості                                                    | Дата обрання | Дата звільнення |
| ------------------------ | -------------------------------------------------------------------- | ------------ | --------------- |
| Дернова Надія Євгеніївна | Сільський голова, 1962 року народження, освіта, член Партії регіонів | 26.03.2006   | 31.10.2010      |

Примітка: таблиця складена за даними джерела